# Saint-Étienne-sous-Bailleul
Saint-Étienne-sous-Bailleul település Franciaországban, Eure megyében. Lakosainak száma 388 fő (2022. január 1.). Saint-Étienne-sous-Bailleul La Chapelle-Longueville, Saint-Pierre-de-Bailleul és Villez-sous-Bailleul községekkel határos.

## Népesség
A település népessége az elmúlt években az alábbi módon változott:
| Lakosok száma | 117  | 210  | 281  | 369  | 419  | 402  | 388  | 385  | 386  | 388  |
|               | 1968 | 1982 | 1990 | 2006 | 2013 | 2015 | 2017 | 2019 | 2020 | 2022 |